# 凱樂苑

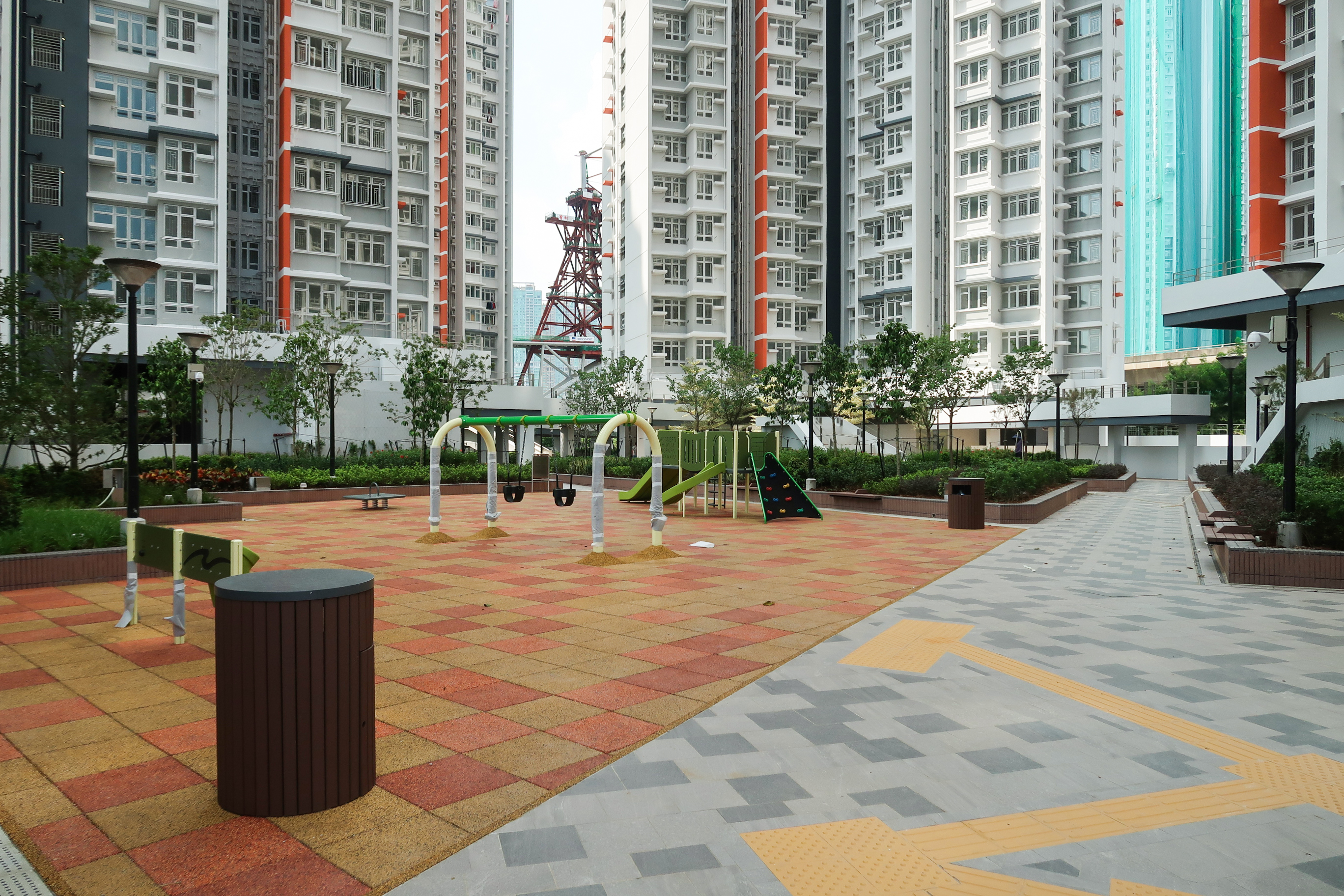
兒童遊樂區

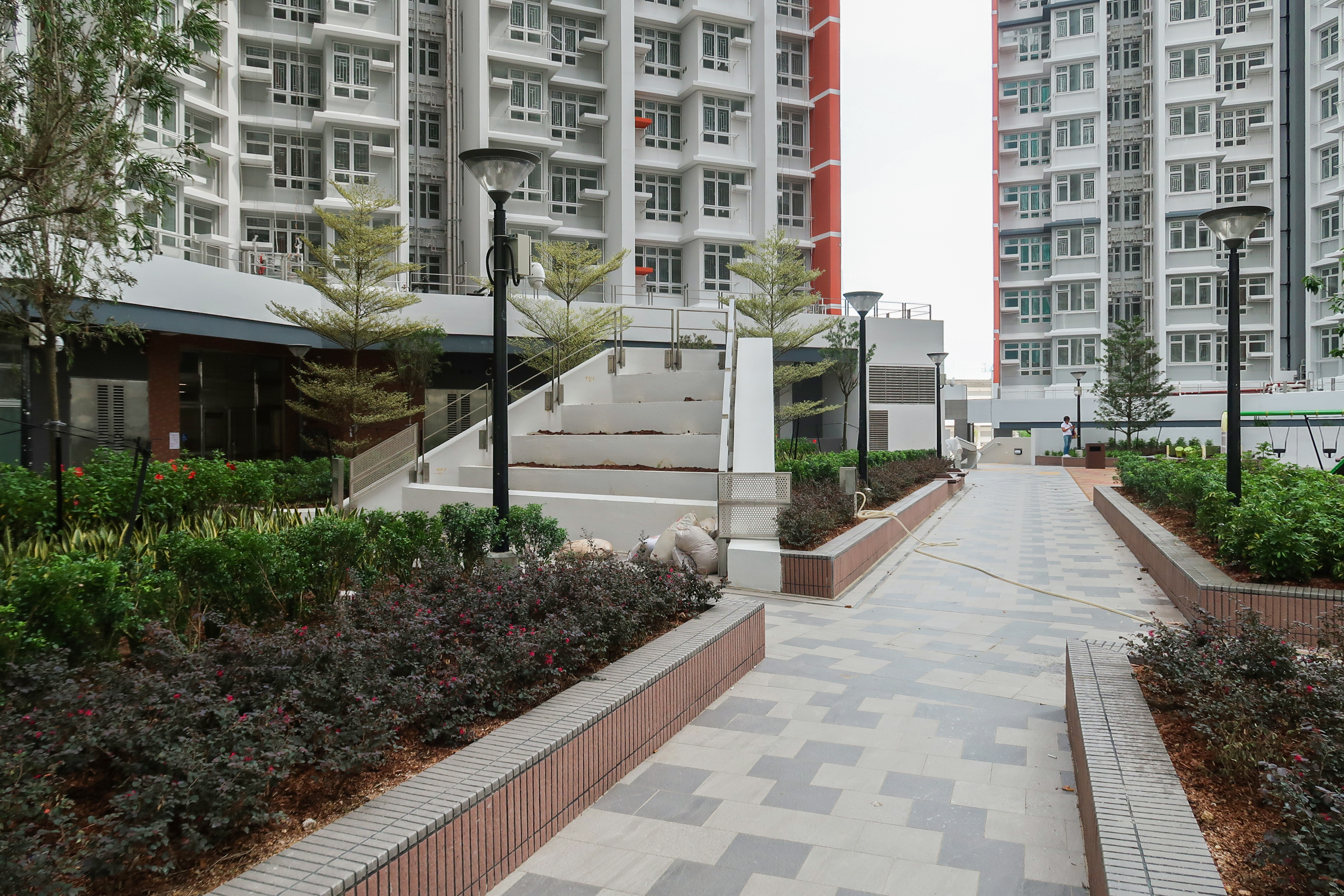
園景區

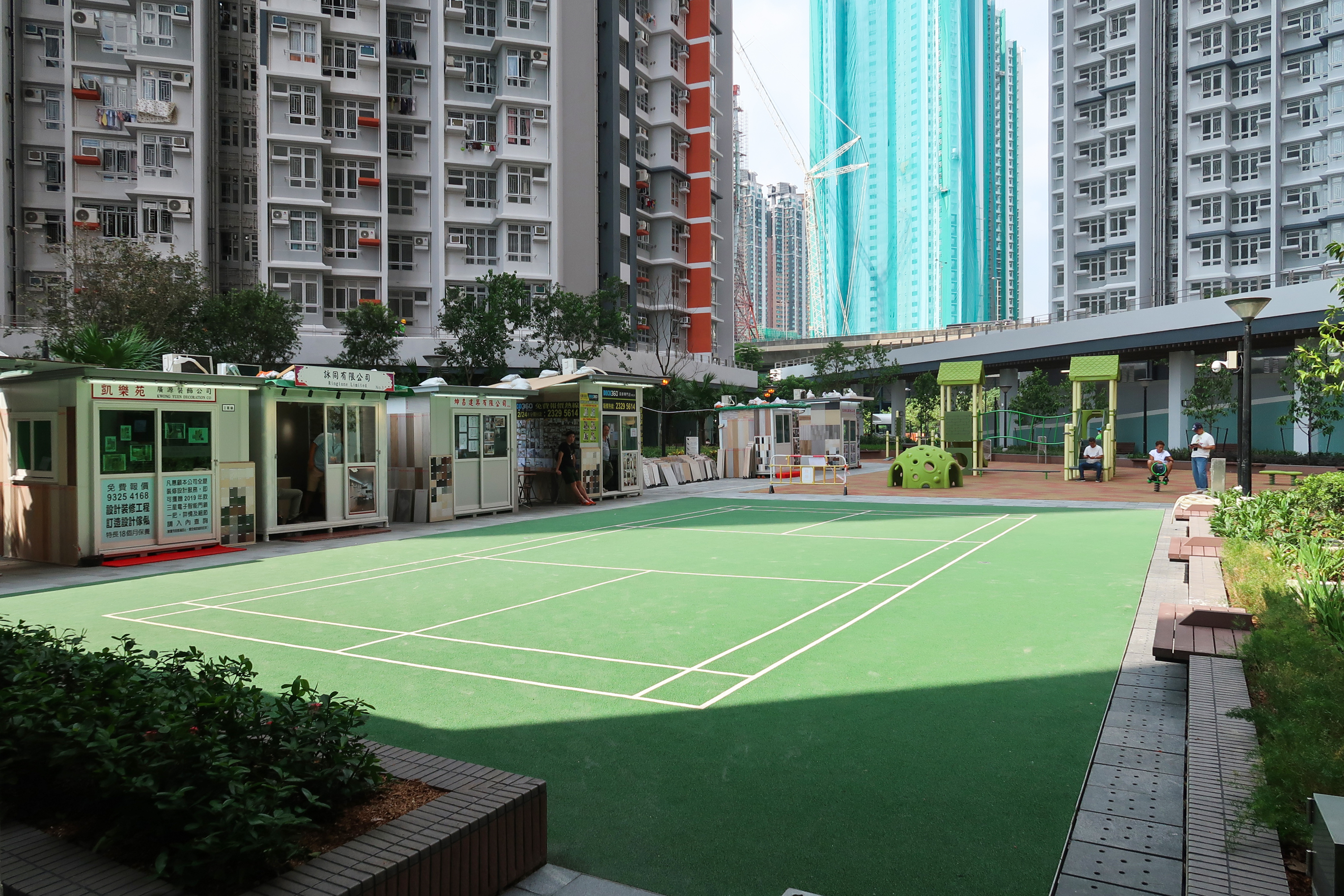
羽毛球場

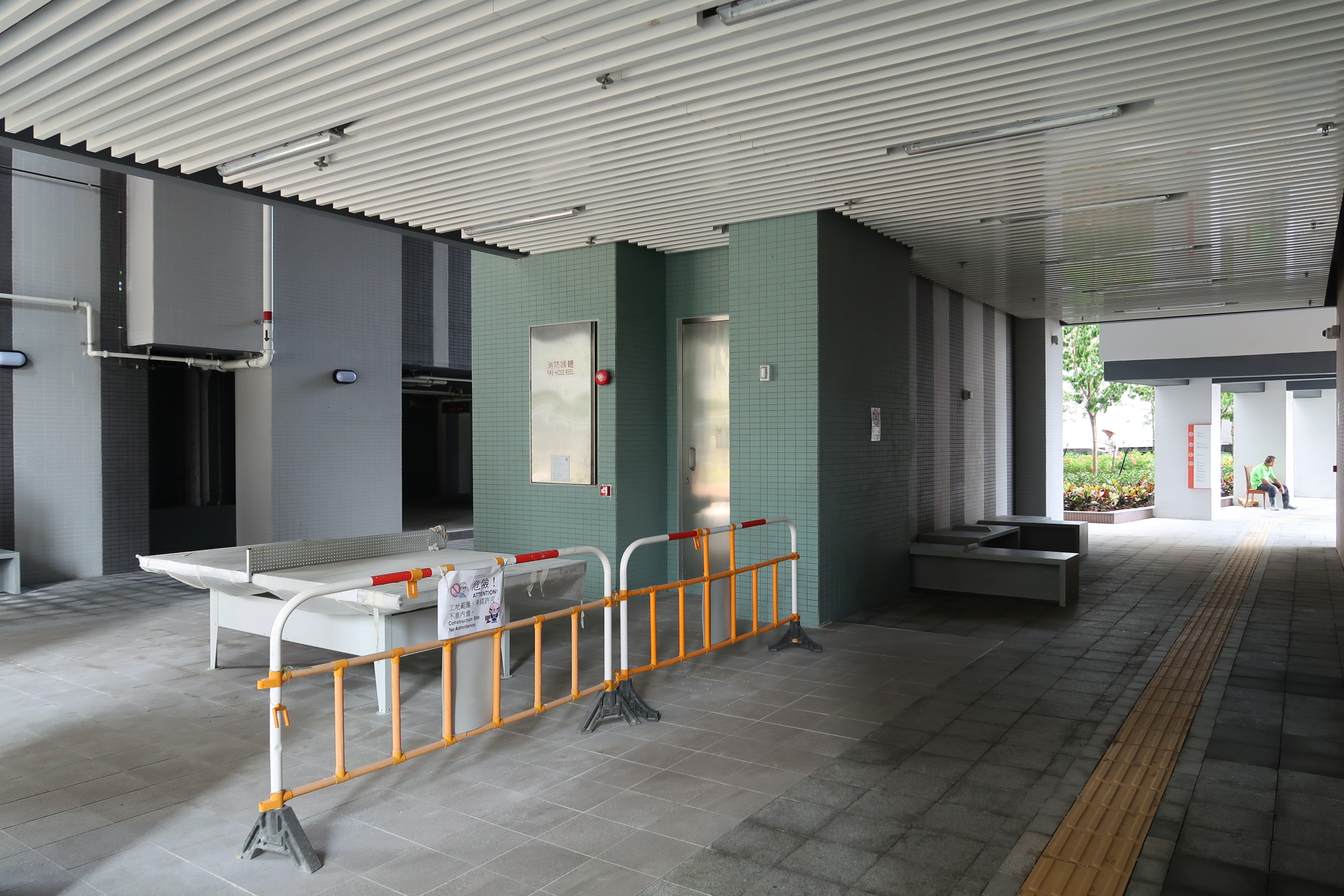
E座地面的乒乓球檯和閒座區

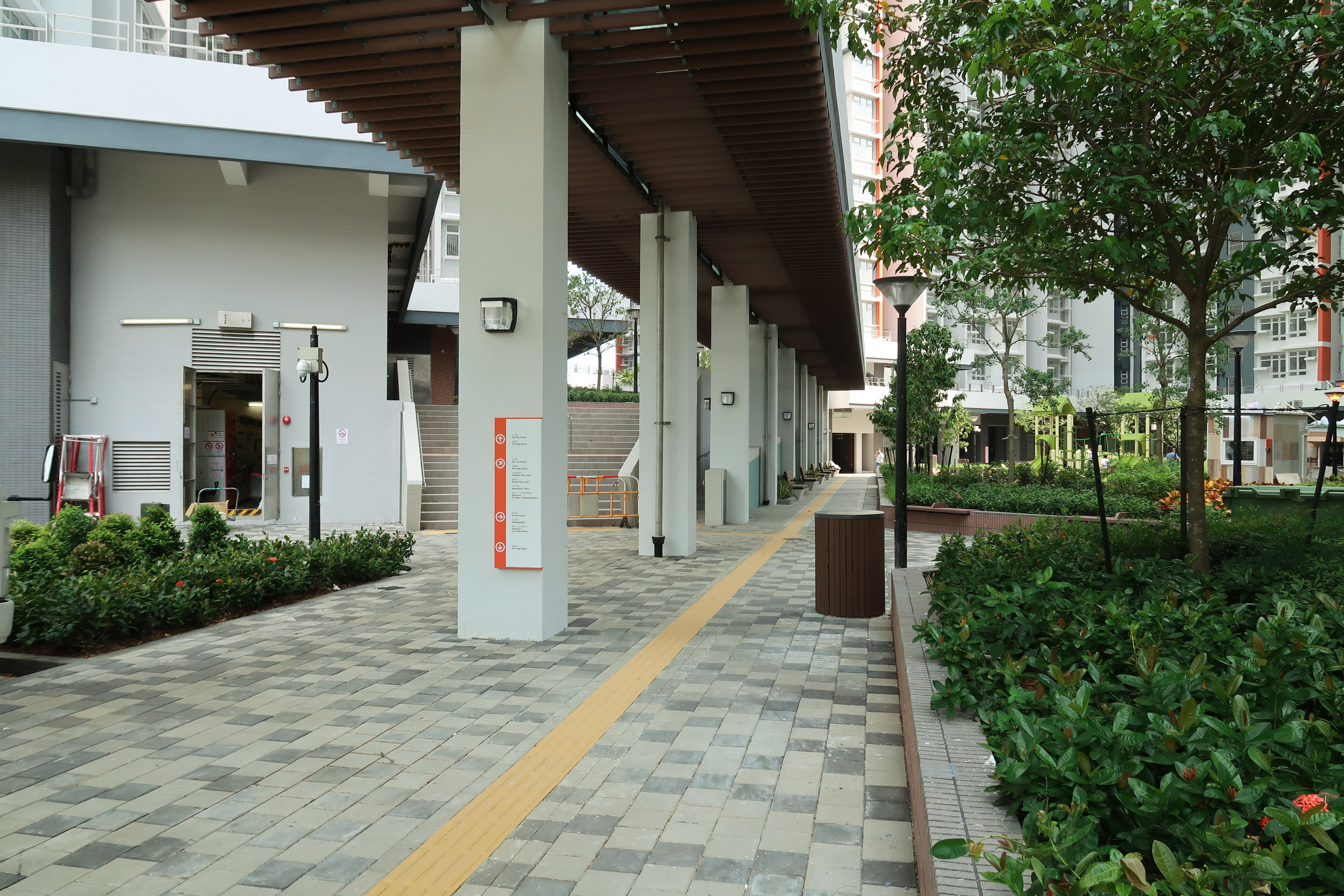
有蓋行人通道

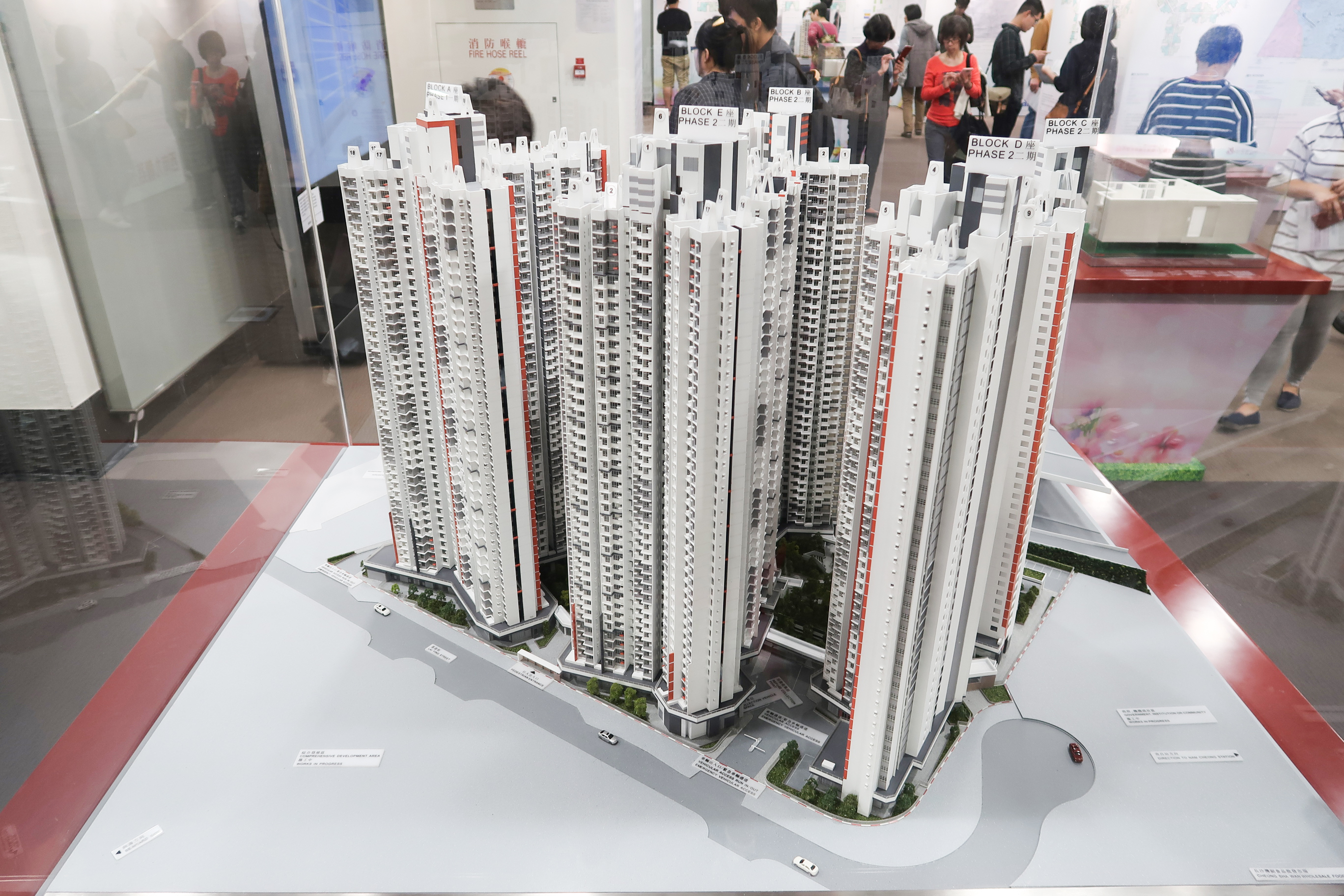
凱樂苑模型

凱樂苑（英語：Hoi Lok Court）是香港房屋委員會的居者有其屋計劃屋苑之一，與鄰近的海盈邨屬於同一個項目，唯本屋苑項目編號為SP17。屋苑位於香港九龍長沙灣荔盈街3號，鄰近南昌站及長沙灣副食品批發市場。屋苑由房屋署總建築師（一）負責總體設計，並由巴馬丹拿負責詳細設計，承建商為精進建築（連同海盈邨一樣是該公司首次承建的房委會項目）。根據運輸及房屋局資料，該屋苑市值地價總額接近100億港元，是自2014年香港復建居屋後最高市值的資助房屋項目。
現時由威邦物業顧問負責管理。

## 屋邨資料

### 樓宇
屋苑原規劃為副食品批發市場第二期，原先預留予油麻地果欄遷置，但基於政府與商戶未能達成共識而沒有興建，多年來一直是一幅大型露天貨車停車場。直至2015年，為增加房屋供應，政府收回用地發展居屋，項目名為「長沙灣副食品批發市場第二期5號地盤」。屋苑分高座及低座共有五座樓宇，提供2,522個單位。位於高座的B座凱莎閣及C座凱葶閣處於屋苑平台上，而位於低座的A座凱碧閣、D座凱旭閣及E座凱曈閣則處於地面。間隔屬三房的單位分別為D座凱旭閣1、4室及E座凱曈閣4、17室，設兩個廁所及較一般單位稍大的廚房。在景觀方面，大部分單位望向內園及樓景；而部分向西南單位（如A座凱碧閣13至18室、D座凱旭閣1、4、5室、E座凱曈閣1至3及17、18室）則享有短暫「無敵海景」，而偏南單位（A座凱碧閣17、18室、E座凱曈閣1至3室）及正南座向單位（B座凱莎閣1、2室）可遠眺港島；然而，由於屋苑前方正興建私人屋苑維港匯及Townplace West Kowloon酒店，預計當中絕大部分只有最高樓層才可享有永久海景。而以副食品批發市場或ICC景觀的單位，不論層數亦享有永久維港海景（如B座凱莎閣1室廳房、C座凱葶閣1室廚廁等）。另外，採用單方向設計的B座凱莎閣、C座凱葶閣以及D座凱旭閣，其設計與欣安邨、錦泰苑需面向公路的樓宇相似。
屋苑共分兩期竣工，當中第一期（A座凱碧閣）已於2018年11月29日竣工，買家在揀樓後需即時辦理轉讓手續，當中首批業主已於2019年3月28日獲安排交匙入伙，是居屋2018中首座入伙樓宇；而第二期（其他樓宇）原訂於2019年9月竣工，但因後期工程的施工進度較預期快，已提前至同年8月19日批出入伙紙，隨後一星期（8月27日起）交付。
所有單位已於2019年4月15日全部售出，是居屋2018中首個售罄的屋苑。但於售罄後半年內，A座凱碧閣2221室、B座凱莎閣609室、C座凱葶閣901室、E座凱曈閣2704、3502及408室即告「撻訂」，將撥入居屋2020發售。
| 樓宇名稱（座號） | 樓宇類型               | 落成年份 | 層數 （住宅層數） | 每層伙數（伙）           | 每座單位總數（伙） | 建築師                          | 承建商   | 提供升降機的廠商 | 期數 |
| ---------------- | ---------------------- | -------- | ----------------- | ------------------------ | ------------------ | ------------------------------- | -------- | ---------------- | ---- |
| 凱碧閣（A座）    | 非標準設計大廈 （Y型） | 2018年   | 42（40）          | 20 (1-16樓) 21 (17-40樓) | 824                | 房屋署總建築師（一）、 巴馬丹拿 | 精進建築 | 三菱電機         | 1    |
| 凱莎閣（B座）    | 非標準設計大廈 （Y型） | 2019年   | 41（38）          | 9                        | 342                | 房屋署總建築師（一）、 巴馬丹拿 | 精進建築 | 三菱電機         | 2    |
| 凱葶閣（C座）    | 非標準設計大廈 （L型） | 2019年   | 40（37）          | 5 (1樓) 8 (2-37樓)       | 293                | 房屋署總建築師（一）、 巴馬丹拿 | 精進建築 | 三菱電機         | 2    |
| 凱旭閣（D座）    | 非標準設計大廈 （Y型） | 2019年   | 41（39）          | 9                        | 351                | 房屋署總建築師（一）、 巴馬丹拿 | 精進建築 | 三菱電機         | 2    |
| 凱曈閣（E座）    | 非標準設計大廈 （Y型） | 2019年   | 42（40）          | 10 (1樓) 18 (2-40樓)     | 712                | 房屋署總建築師（一）、 巴馬丹拿 | 精進建築 | 三菱電機         | 2    |

### 設施
屋苑設有兒童遊樂區、羽毛球場、園景設施、停車場和露天汽車停車位。而在A座凱碧閣地下的東華三院譚錦球伉儷幼稚園，已於2020年9月開課。屋苑不設商場及任何店鋪，但鄰近有多個商場（包括：海盈邨地下商店、SOHO WEST、南昌站V Walk、南昌薈以及海麗商場、西九四小龍商場）方便居民購物。
而在鄰近C座凱葶閣的預留土地，用作興建郭怡雅神父紀念學校的新校舍，並預計在2025年竣工。

## 交通
除深宵時間以外，全日直達屋苑正門的公共交通服務有新巴701A線（西九四小龍、旺角）、九巴296C線（深水埗、旺角、九龍城、東九龍及將軍澳）及往返荔枝角、長沙灣青山道保安道街市的九龍專線小巴44線。
凱樂苑是目前深水埗區最南面及最近海的居屋屋苑，但距離深水埗區主要地區，如荔枝角工貿區、長沙灣舊區及深水埗等地相對較遠，一般需要20至30分鐘的步行才能往返本屋苑至三地。相反，本屋苑與南昌站B出口，沿凱樂大道步行，只是相距4至8分鐘的步程。受道路設計影響，若現有的公共運輸路線繞經海盈邨（凱樂苑）會稍為費時及增加荔盈街的交通壓力，故此住戶如需乘坐荔盈街以外的公共運輸路線，必須沿興華街西的行人天橋步行約10至15分鐘、或新啟用連接海盈邨及海達邨的行人天橋（坊間稱其「世紀大橋」）至深旺道或海麗邨巴士總站，才有較多的交通路線選擇。
入伙初期，原開辦往來海盈邨至深水埗白田邨的新巴702B線遲遲未開辦，令海盈邨及凱樂苑住戶前往深水埗等地區相當不便。即使702B於海盈邨入伙後一年半後開辦（開辦日期：2020年7月27日），但服務時間有限，未能完全惠及當區居民。

## 興建期間圖片集

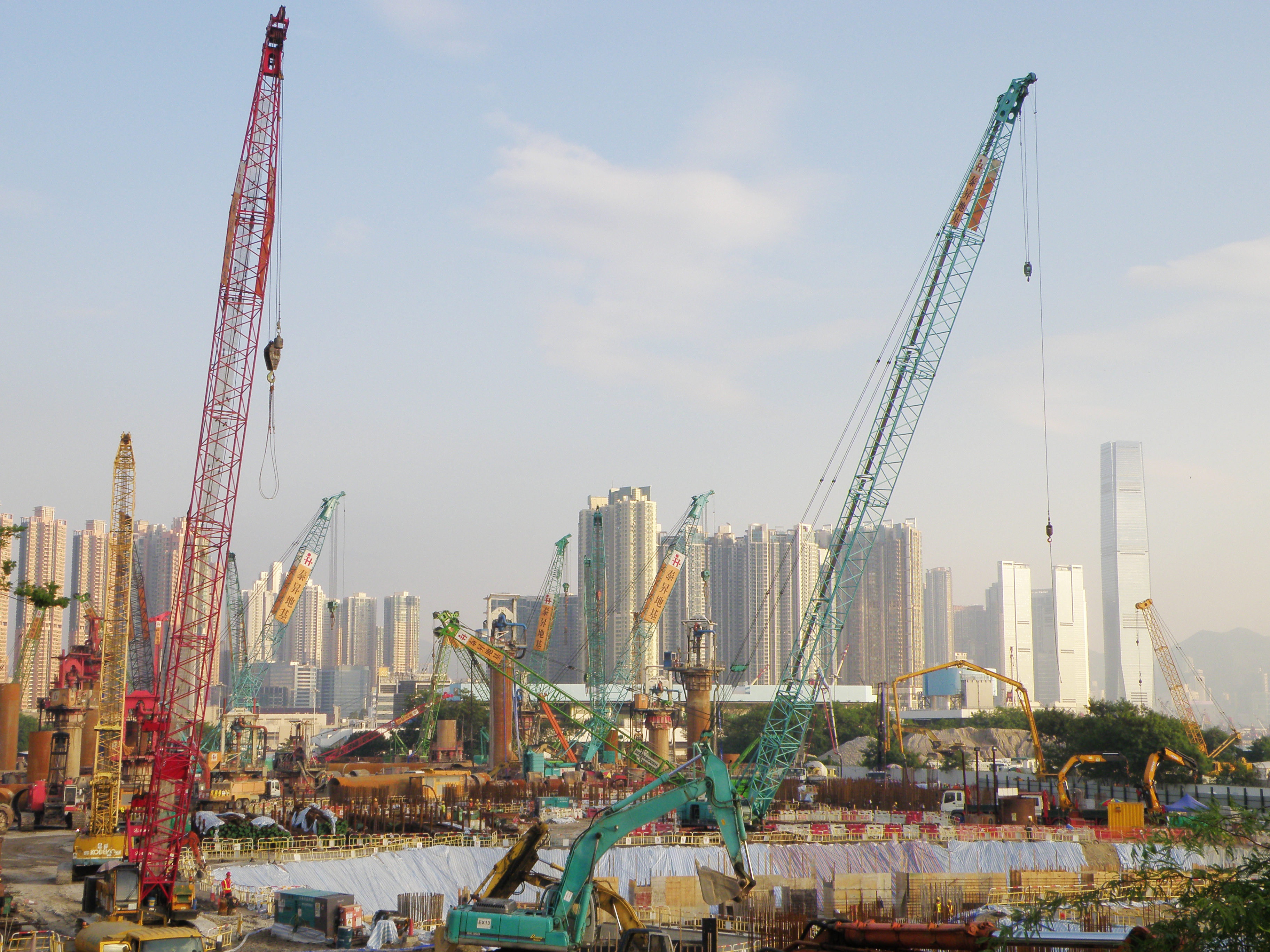
2015年10月
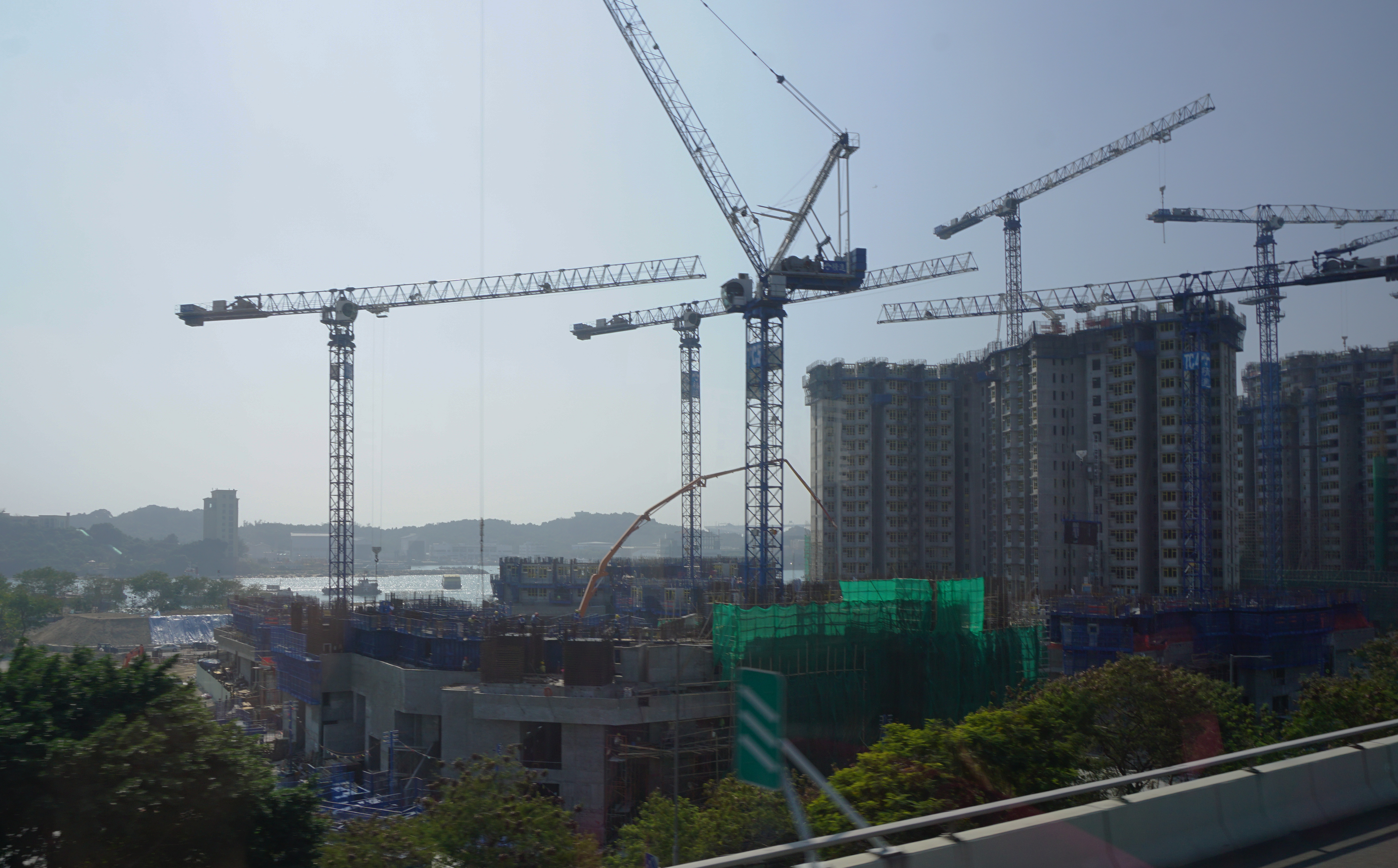
2017年2月
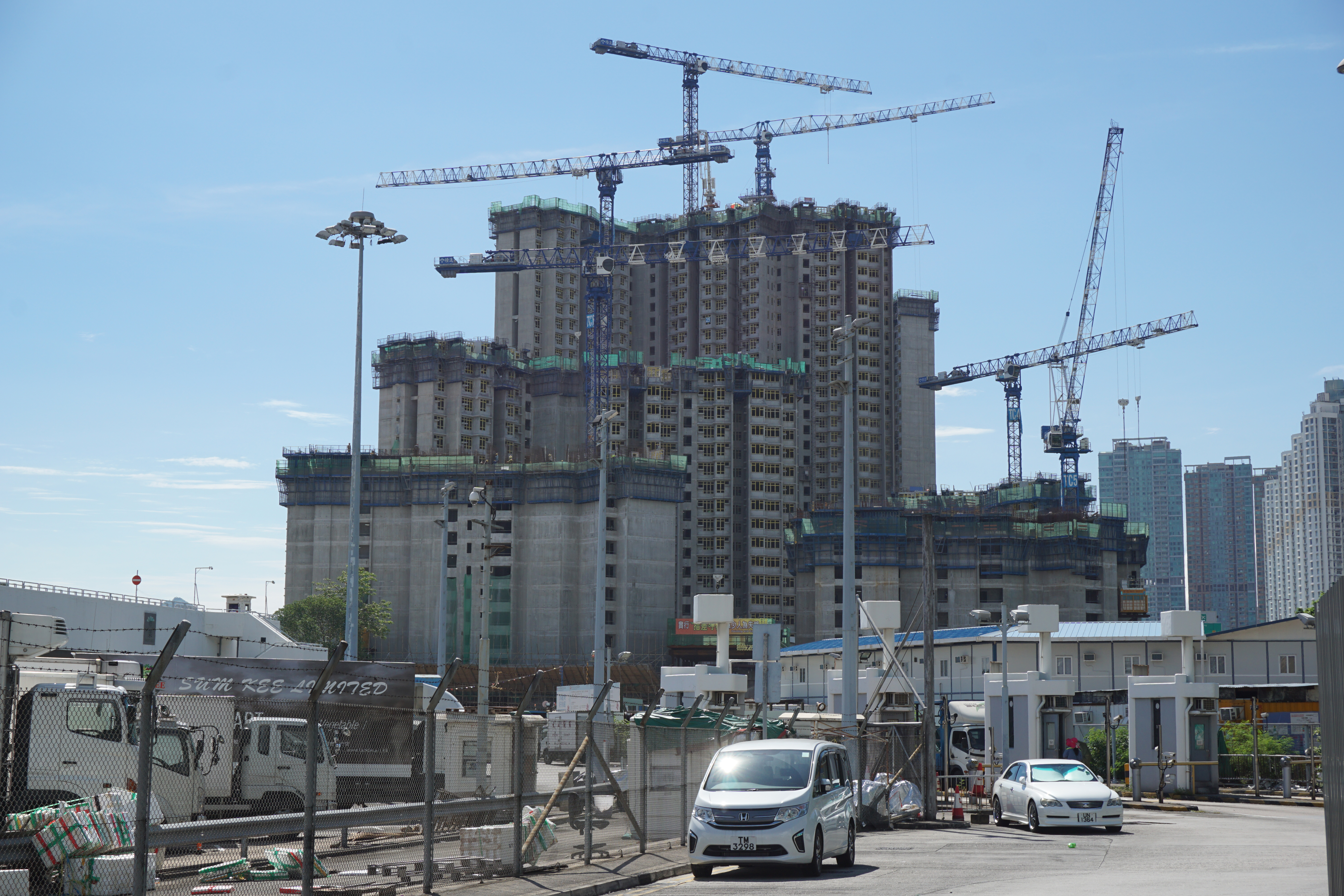
2017年6月
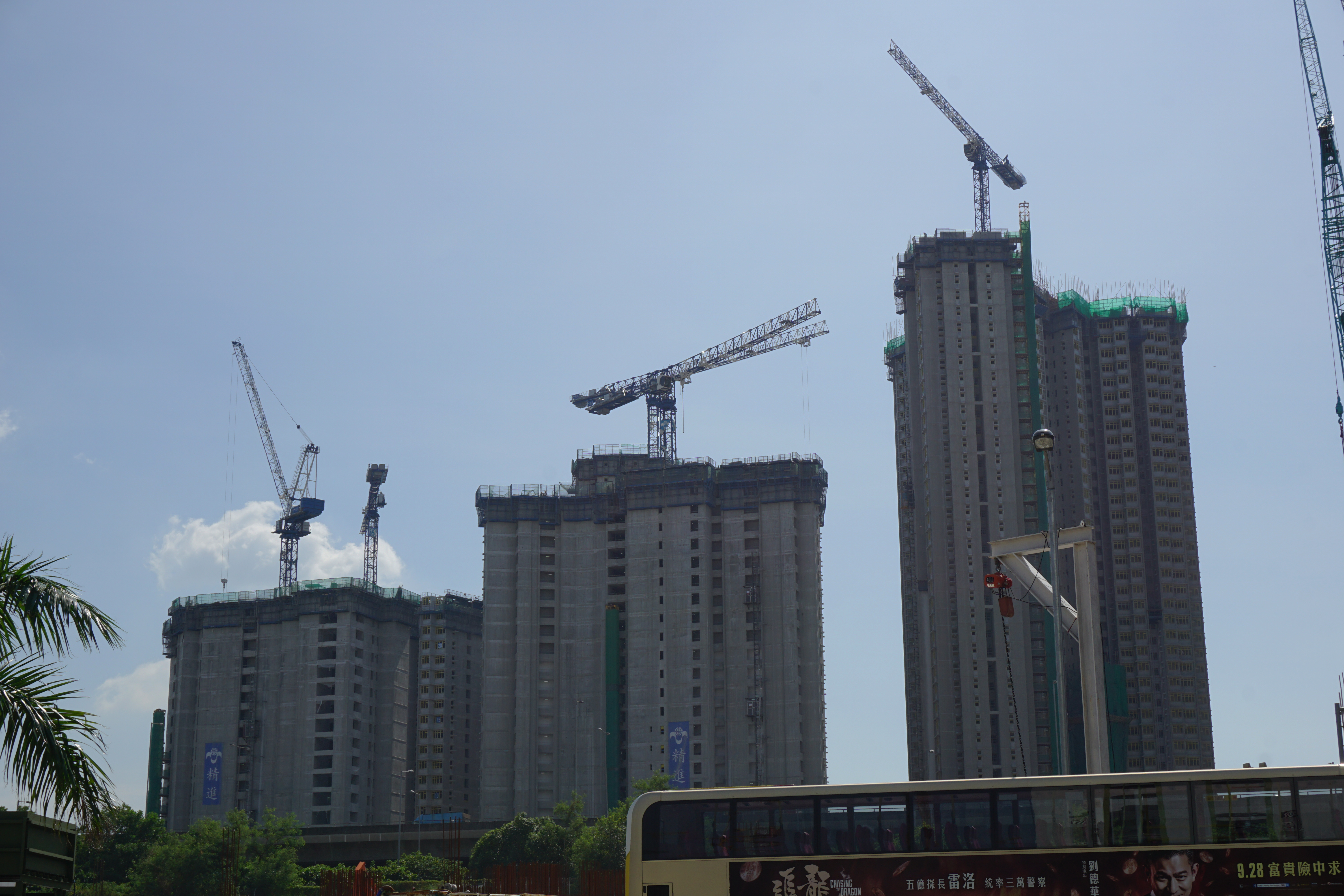
2017年10月
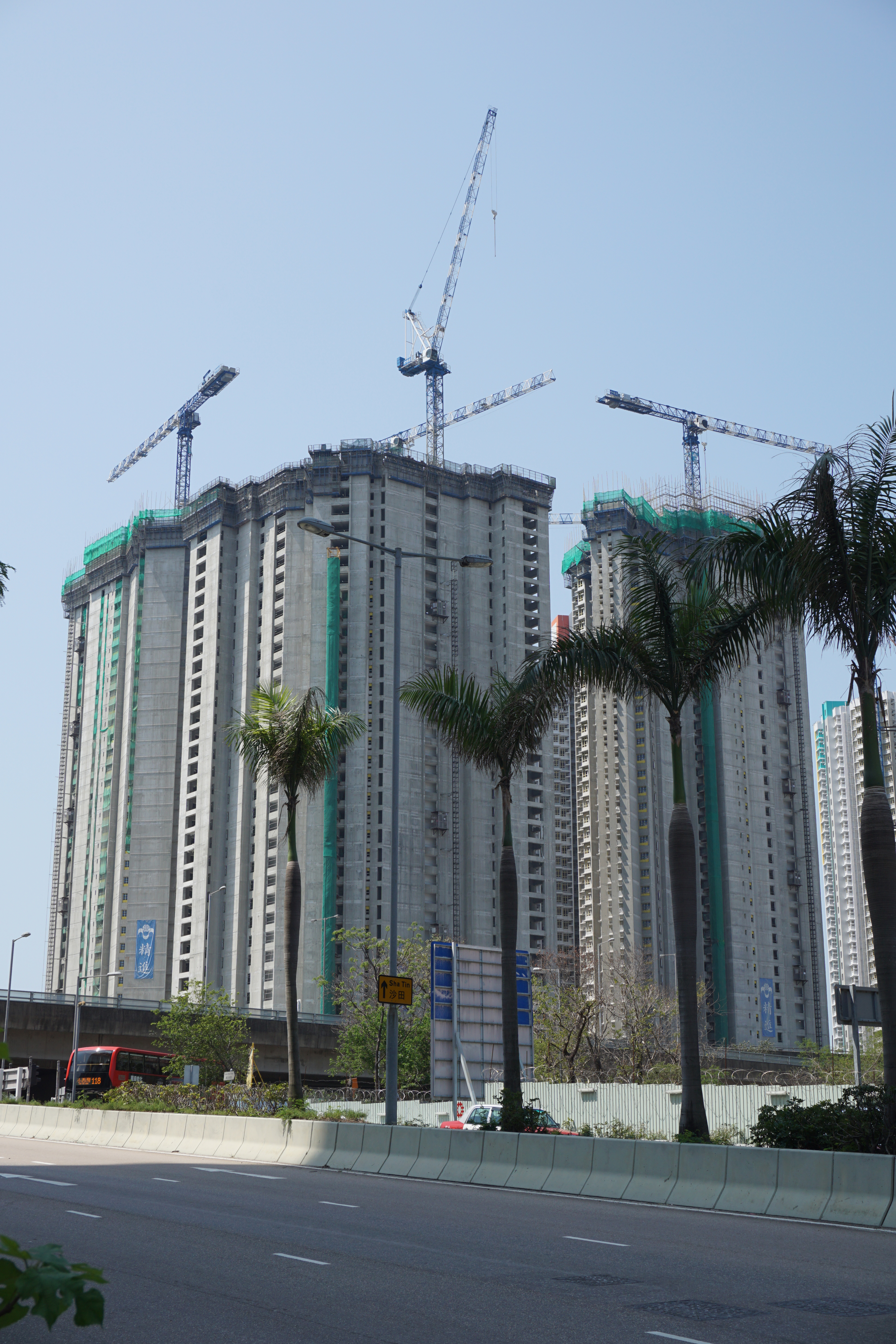
2018年3月
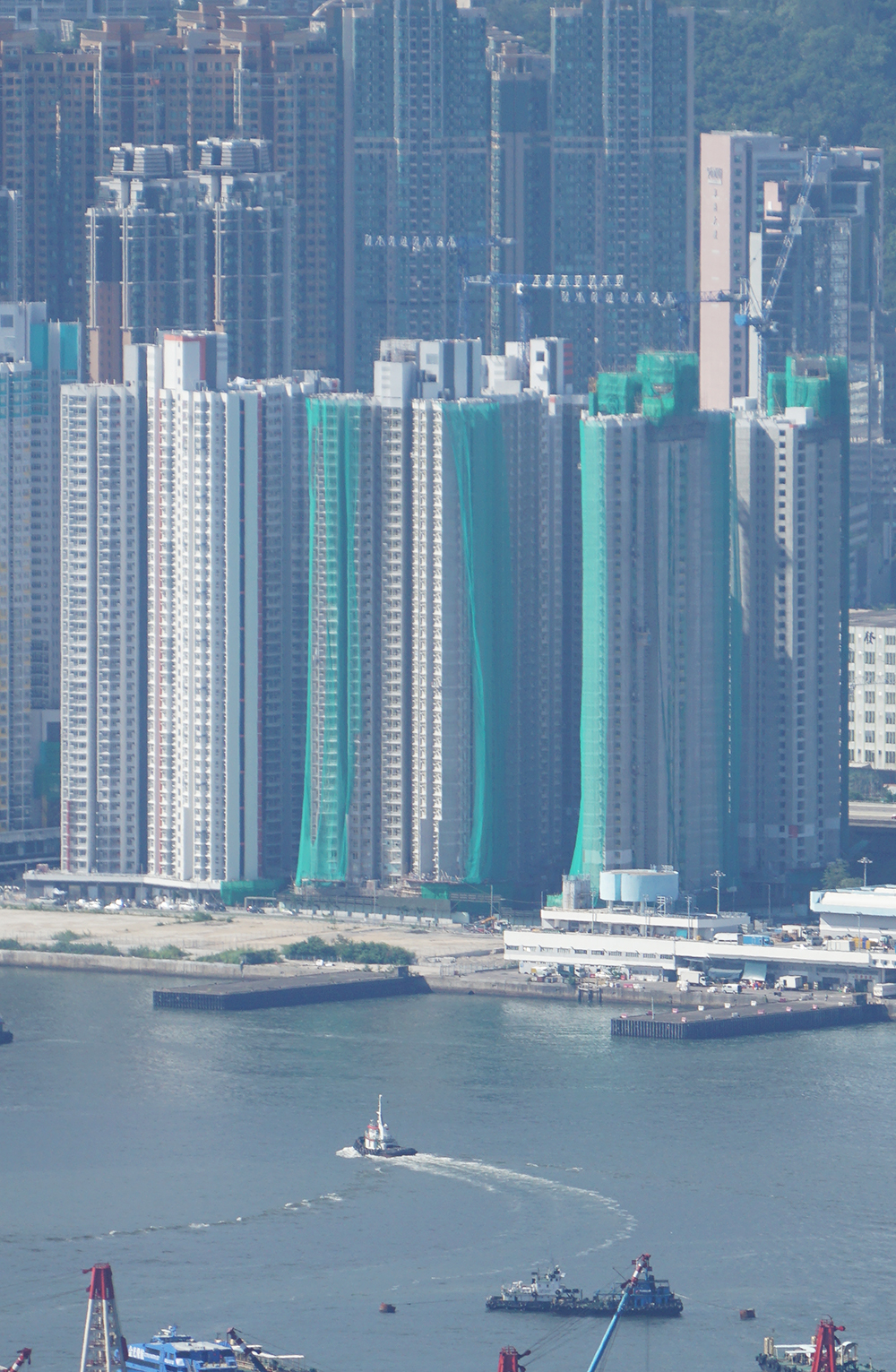
2018年7月，南面
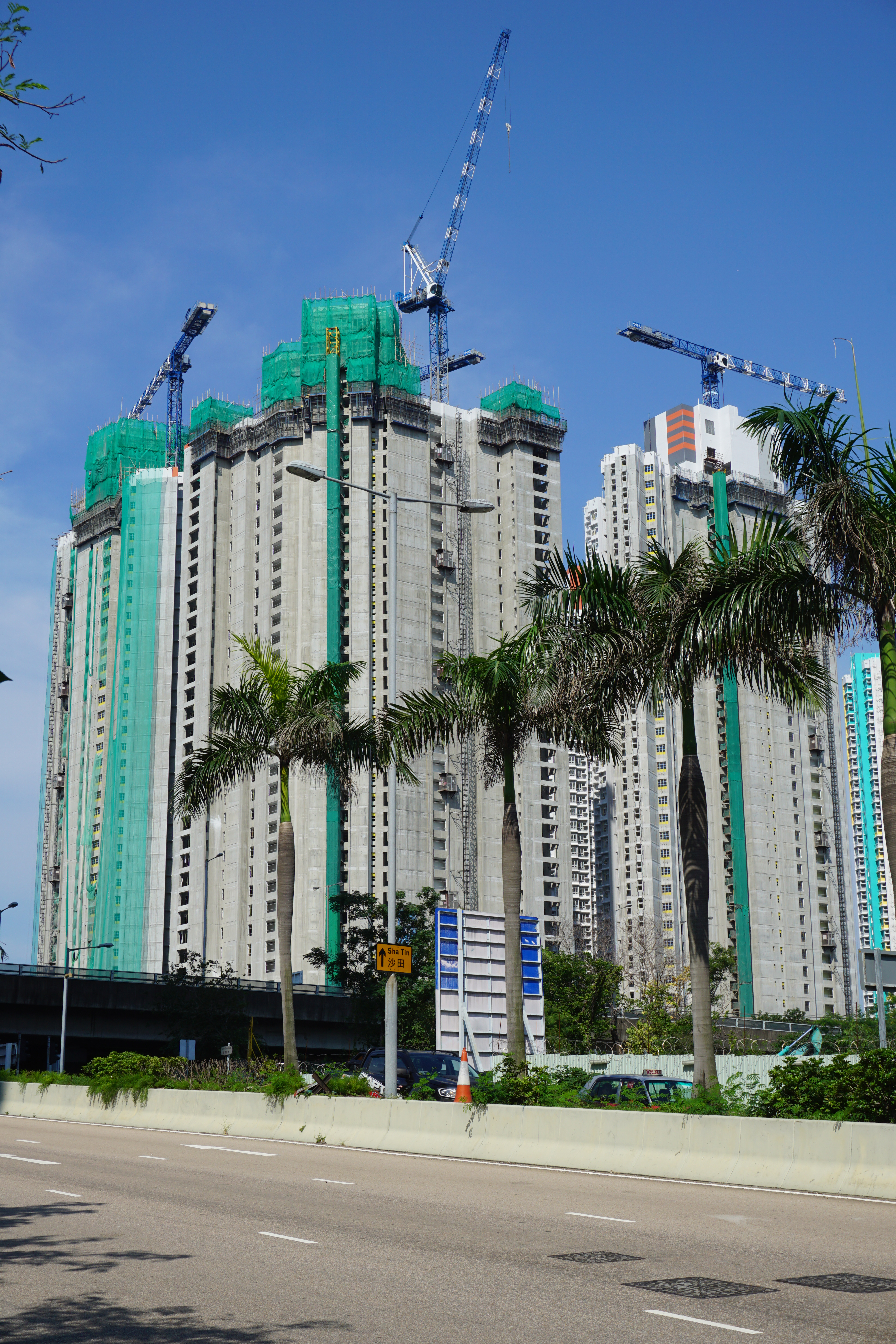
2018年7月，東面

## 附近
- 海麗邨
- 海盈邨
- 海達邨
- 匯璽
- 維港匯
- 長沙灣副食品批發市場
- 郭怡雅神父紀念學校新校舍（興建中）

## 問題
- 2020年5月，有傳媒揭發屋苑A座凱碧閣外牆出現深度近60厘米的裂縫，香港房屋委員會到5月26日深夜發稿回應，表示經專業團隊實地視察和量度後，發現該處裂縫是因結構樑底下有部份泥土流失，而出現3厘米的裂縫，並非構築物的沉降幅度。而A座凱碧閣外牆與行人路之間的裂縫，也是與閘閥室底下的部份泥土流失有關[10]。房委會亦於2019年5月26日發出澄清表示「房委會在海盈邨兩座公屋樓宇同樣設有沉降監測點。直至目前為止，兩座公屋樓宇的沉降累積幅度錄得約0.2至1.1厘米，符合屋宇署的相關標準。」及「我們亦留意到在荔盈街另一邊的一個私營發展地盤正在進行挖掘工程，而荔盈街兩旁的行人路亦出現類似不平的情況，我們已就上述情況轉介屋宇署跟進。」[11]。

- 有住戶發現E座凱瞳閣10至37樓外牆呈現大幅鐵銹漬，而外牆的熱水爐外罩及部份外露的喉管都出現銹蝕問題。住戶投訴了5次，擔心為期1年的保養期屆滿後，業主要自費處理。有驗樓師估計是因熱水爐排氣喉底部有滲漏情況，以及外罩沒有用不銹鋼物料，在長期滴水或遇有腐蝕性物料侵蝕下，導致流出銹水，並污染外牆。而新居屋所用的物料較差，故出現金屬老化的問題。房委會指出，管理公司曾進入有關單位檢查，確認外牆喉管正常，沒有滲漏或破損情況。估計是住戶在使用清潔劑時所造成，是次事件與施工或物料質量無關[12]。

## 事件
2022年8月30日，深水埗民政事務處聯同深水埗警區和衛生署在早前納入強制檢測公告的A座凱碧閣執法，約750名受檢人士中有168名人士違反強制檢測公告，其中24人更被發出一萬元定額罰款通知書。

## 外部連結
- 房委會物業位置及資料 凱樂苑 （页面存档备份，存于）
- 凱樂苑 項目資料 （页面存档备份，存于）－精進建築.